# Ullern
Ullern is een stadsdeel van de Noorse hoofdstad Oslo, gelegen in het westen van de stad. In 2011 telde het 30.744 inwoners. Het gebied beslaat een oppervlakte van 9,4 vierkante kilometer.
Ullern is bereikbaar met de metro van Oslo via metrolijn 3 met de metrostations Bjørnsletta, Åsjordet, Ullernåsen en Montebello.
Ullern bestaat uit de volgende wijken:
- Lysejordet
- Øraker
- Lilleaker
- Sollerud
- Vækerø
- Bestum
- Ullern
- Bjørnsletta
- Ullernåsen
- Montebello
- Hoff
- Skøyen

Alna · 
Bjerke · 
Frogner · 
Gamle Oslo · 
Grorud · 
Grünerløkka · 
(Marka) · 
Nordstrand · 
Nordre Aker · 
Østensjø ·
Sagene · 
(Sentrum) · 
St. Hanshaugen · 
Stovner · 
Søndre Nordstrand · 
Ullern · 
Vestre Aker